# Michael Scotus
Michael Scotus (* um 1180 in Schottland oder Irland; † um 1235) war ein scholastischer Philosoph, Übersetzer, Mediziner, Alchemist und Astrologe, den Dante Alighieri als Magier beschrieb. Bekannt wurde der am Hof des Kaisers Friedrich II. tätige Gelehrte vor allem durch lateinische Übersetzungen von Avicenna (De animalibus) sowie Aristoteles (De animalibus) sowie ihm zugeschriebene und im Falle von De caelo wohl auch wirklich von ihm selbst durchgeführte Übersetzungen von Averroes-Kommentaren aristotelischer Werke aus dem Arabischen.

## Jugend und Ausbildung
Dass Michael Scotus in Schottland geboren wurde, scheint sich schon aus seinem selbstgegebenen Namen zu ergeben, könnte aber auch auf irische Herkunft hindeuten. Einige neuere Quellen gehen beim Geburtsjahr von etwa 1175 aus, was aber nicht verifizierbar ist; sicher anzunehmen ist das späte 12. Jahrhundert. Seine Ausbildung muss breit gefächert gewesen sein, da er später gewöhnlich magister Michael Scotus genannt wurde, kann man auf eine Lehrtätigkeit an einer Universität schließen. Bekannt ist, dass er bei seinem Onkel aufwuchs und dieser ihn an eine Universität ins Ausland schickte.
Bevor er nach Toledo ging, um als Übersetzer und Astrologe zu arbeiten, lehrte er schon lateinische Sprache und Literatur. Und schon früh zeigte er ein großes Interesse an Bezeichnungen, Namen, Definitionen und Etymologien. So benutzte er auch das Buch Etymologien des Isidor von Sevilla, welches als die meistgelesene Enzyklopädie des frühen Mittelalters auch bei Michael Scotus’ Zeitgenossen noch in hoher Gunst stand und dessen Gebrauch darauf schließen lässt, dass er eine gründliche Ausbildung im Rahmen der elementaren klerikal-lateinischsprachigen Bildung genossen hatte.

## Übersetzungstätigkeiten in Toledo
Hauptartikel: Übersetzerschule von Toledo
Durch seine immer noch währende Nähe zum Islam war Toledo eine der wichtigsten Städte der Bildung. Hier waren schon verschiedene bekannte Übersetzer tätig, wie zum Beispiel Johannes von Sevilla, Hermann von Carinthia, Adelard von Bath, der als erster Student aus Britannien kam, und Gerhard von Cremona, der Übersetzer des Almagest des Ptolemäus und des De celo et mundo des Aristoteles.
Das erste greifbare Datum im Leben Michael Scotus’ ist das Jahr 1217. In diesem Jahr vollendete er die Übersetzung des astronomischen Werkes Kitāb fi ’l-haiʾa des Alpetragius, der im 12. Jahrhundert in al-Andalus lebte, aus dem Arabischen ins Lateinische mit dem Titel De motibus coelorum („Die Bewegungen der Himmel“).
Noch vor 1220 hat er die drei arabisch vorliegenden Bücher Historia animalium, De partibus animalium und De generatione animalium des Aristoteles übersetzt, die dann auch durch die Verwendung von Albertus Magnus für sein De animalibus großen Einfluss erlangten. Obgleich Wilhelm von Moerbeke am 23. Dezember 1260 seine Übersetzungen direkt aus dem Griechischen vollendete, wurden die von Michael Scotus noch im 15. Jahrhundert an den Universitäten genutzt.
Sein Ruf als Übersetzer gründet sich aber hauptsächlich auf die ihm zugeschriebenen Übersetzungen der Averroes-Kommentare der Aristoteles-Schriften wie De anima, De sensu et sensato, De celo et mundo, Physica und Metaphysica. Insgesamt sind 14 Übersetzungen von Averroes-Kommentaren erhalten geblieben, wovon wahrscheinlich einige am Hofe Friedrich II. vollendet wurden. Diese Übersetzungen aus dem Arabischen setzen aber nicht nur sehr gute Sprachkenntnisse, sondern auch detaillierte Kenntnisse des Inhaltes voraus, da die arabische Schrift unvokalisiert war und dies zu schwerwiegenden inhaltlichen Verständnisfehlern führen kann. Dies legt auch die Vermutung nahe, dass sich Michael Scotus dabei auch arabischer Hilfskräfte bediente. Seine sehr guten Sprachkenntnisse, und dass er nicht direkt aus dem Griechischen übersetzte, bezeugt auch Papst Gregor IX., der sich lobend über Michael Scotus’ Arabisch-, Hebräisch- und Lateinkenntnisse äußert, aber nicht das Griechische erwähnt.
Nach Silke Ackermann war seine Beherrschung des Arabischen nicht sehr hoch einzuschätzen und seine Griechisch-Kenntnisse mangelhaft. In ihrer Analyse des Liber signis von Scotus machte sie fehlende Kenntnis arabischer Literatur und Verballhornung griechischer und arabischer Wörter aus.

## Späte Jahre
Um 1220 verließ Michael Scotus Toledo, denn er taucht in Bologna auf, um einer medizinischen Tätigkeit nachzugehen: Er kuriert einen Tumor. Zwischen 1224 und 1227 scheint Michael Scotus in Diensten des Papstes Honorius III. und dessen Nachfolger Gregor IX. zu stehen. Am 31. Mai 1224 wurde er zum Erzbischof von Cashel in Irland gewählt. Er musste aber auf das Amt verzichten, da er der irischen Sprache nicht mächtig war. Am 9. Mai 1227 werden ihm weitere Pfründen in Schottland und England vergeben. Michael Scotus scheint diesen Äußerungen nach ein Kleriker gewesen zu sein, obzwar er keinem religiösen Orden angehörte, weswegen sich auch Albertus Magnus und Roger Bacon negativ über ihn äußerten. Nach 1227 erscheint er nicht mehr in den päpstlichen Registern und es kann angenommen werden, dass er nicht lange danach an den Hof Friedrichs II. in Sizilien wechselte. Wahrscheinlich geschah dies durch die Vermittlung des Leonard von Pisa, der Michael Scotus als „besten Philosoph“ titulierte (summa philosophus).
Die zweite Auflage des Liber Abaci, des Mathematikbuches von Leonardo Fibonacci aus dem Jahr 1227, war Michael Scot gewidmet. Daraus ist geschlossen worden, dass Michael Scot sogar eine gewisse Rolle bei Fibonacci’s Darstellung der Zahlenfolge spielte, die heute als Fibonacci-Folge bekannt ist.
Welche Rolle Michael Scotus als Hofastrologe am Hofe Friedrichs II. spielte, ist noch nicht gänzlich geklärt. Fest steht, dass er als Übersetzer für ihn arbeitete. Er übersetzte auf dessen Wunsch das Abbrevatio de animalibus des Avicenna, das achte Buch der Naturkunde im Buch der Genesung, welches dann Friedrich II. für sein Falkenbuch De arte venandi cum avibus verwendete. Des Weiteren beriet er ihn in astrologisch-philosophischen Fragen und schrieb am Hofe medizinisch-astrologische Schriften. Friedrich II. versuchte auch, durch Fragen an seinen Hofastrologen zu profitieren, die er bei einem Genesungsaufenthalt in den Bädern bei Puzzouli im Oktober/November 1227 an Michael Scotus stellte. Durch Salimbene von Parma ist uns auch eine Anekdote überliefert, in welcher Friedrich II. seinen Hofastrologen und medizinischen Berater auf die Probe stellte. Er sollte die Entfernung zwischen dem Himmel und einer Kirchturmspitze errechnen. Der Astrologe rechnete und teilte das Ergebnis seinem Kaiser mit. Danach ließ Friedrich den Turm heimlich um eine Handbreit abtragen und sagte zu Michael Scotus, er solle die Entfernung nochmals berechnen, da er sie vergessen habe. Michael Scotus kam nun nicht auf dasselbe Ergebnis wie vorher und meinte, dass der Himmel höher als zuerst oder die Kirche eine Handbreit abgesunken sei. Daraufhin umarmte der Kaiser seinen Astrologen ob seiner genauen Berechnung.
Michael Scotus’ literarischer Ruhm im Mittelalter gründet sich, die Übersetzungen und die Tätigkeiten am Hofe des Kaisers beiseitelassend, auf seine Schriften über die Astrologie und Medizin, allen voran sei das Hauptwerk Liber Introductorius genannt.
Einige Quellen berichten, dass Kaiser Friedrich Gelehrte wie Michael Scot aufgrund seiner Arabischkenntnisse als Boten für den diplomatischen und wissenschaftlichen Austausch mit arabischen Herrschern wie Al-Kamil einsetzte und Michael Scot sogar während des Sechsten Kreuzzuges 1228–29 ins Heilige Land brachte.

## Liber introductorius
Der Liber introductorius ist in drei verschiedene Abschnitte aufgeteilt. Die Teilung erfolgt in den Liber quatuor distinctonum, den Liber particularis und in den Liber physiognomiae. Das ganze Werk ist Kaiser Friedrichs II. gewidmet und der Liber physiognomiae sogar auf dessen Veranlassung hin verfasst worden. Die genaue Datierung des Werkes erweist sich als schwierig, aber in der Einleitung wird auf Franz von Assisi hingewiesen – dieser wurde am 16. Juli 1228 heiliggesprochen. Zumindest die Einleitung wurde also erst nach diesem Datum geschrieben. Der erste Teil des Werkes, der Liber quatuor distinctonum, ist unvollständig erhalten und vermutlich zu Michael Scotus’ Tod auch unvollendet gewesen. Diesem Teil und dem Liber particularis fehlt es sowohl an innerer Einheit als auch an systematischem Arrangement. So ist es auch nicht überraschend, dass der Liber physiognomiae als einzelnes Buch angesehen wurde und sogar bis um 1500 in nicht weniger als 20 Ausgaben erschien. In den ersten beiden Teilen behandelt er die Themen Astronomie, Astrologie, Meteorologie, Medizin, Musik und Komputistik. Hier sind auch der schon vorher angesprochene Fragenkatalog Friedrichs II. und Michael Scotus’ Antworten aufgenommen. Im Liber physiognomiae geht er dann auf Fragen über den Geschlechtsverkehr, die Schwangerschaft, die Embryologie und die Physiognomie ein.
Seine Ausführungen lassen auf weitreichende Kenntnisse schließen, aber können auch einen heutigen Leser zum Schmunzeln bringen. So schreibt er, dass der Mensch 140 Jahre leben könne, da es 14 Gelenke an den Fingern und Zehen gebe und jedes Gelenk für 10 Jahre stehe. Aber der Sünden wegen bestehe nur eine Lebensdauer von maximal 120 Jahren. Ganz empirisch stellt er weiterhin fest, dass Frauen länger leben als Männer. Dann rät er, dass man sich im Sommer mit frischem, kalten Quellwasser waschen und es auch trinken soll, denn nachdem die Poren sich durch die Kälte des Wassers schlössen, würde die natürliche Hitze bewahrt werden. Bei großer Hitze im Sommer warnte er die Männer vor dem Geschlechtsverkehr, nur bei Frauen würde dies nichts ausmachen. Außerdem untersagte er den Aderlass bei heißem Wetter, wenn es die Krankheit nicht unbedingt notwendig erscheinen ließe. Aber ihn interessierten auch die Unterschiede der Menschen aus verschiedenen Regionen. Er legte vor allem sein Augenmerk auf die Differenzen in Gestalt, Sprache, Verhalten, Kleidung und Bewegung in Zeiten des Friedens und des Krieges, der Gesundheit und der Krankheit zwischen Lombarden, Slawen, Deutschen, Griechen, Mongolen, Sarazenen, Schotten, Juden und Ägyptern.
Weitere Arbeiten des Michael Scotus sind die Ars Alchemie und das Vaticinium, wobei es in der ersten um die Verwandlung der Metalle und im Vaticinium um Prophezeiungen über italienische Städte geht. Weiterhin schrieb er kleinere alchemistische und medizinische Texte.

## Das Ende des Michael Scotus
Michael Scotus ist zuletzt am 28. April 1232 in den päpstlichen Registern belegt. Sein Todesdatum wird um 1235 angesetzt, denn in einem wahrscheinlich zwischen Juni 1235 und 1236 am Hof Friedrichs II. entstandenen politischen Gedicht erwähnt der normannische Dichter Heinrich von Avranches ihn als nicht mehr lebend. Aufgrund dieses Gedichtes hat man auch vermutet, dass Michael Scotus zuletzt in Beziehung zu Friedrichs Hof stand. Nachrichten über seinen Tod sind ebenso anekdotisch wie das beschriebene „Turmrätsel“, und es gibt keine zuverlässige Quellen darüber. Francesco Pipino erzählt, dass Michael Scotus vorhersah, wie er von einem kleinen Stein getötet werden würde und daraufhin einen Kopfschutz, das Cerebrerium, erfand. Pipino fährt fort, dass eines Tages, während Michael Scotus eine Messe besuchte, er genau diese Kopfbedeckung abnahm und just in diesem Augenblick ein kleiner Stein vom Gewölbe fiel und ihn am Kopf leicht verwundete. Nachdem er den Stein betrachtet hatte, regelte er noch seine Angelegenheiten und verstarb kurz darauf.

## Schriften
- Michaelis Scoti Astrologia cum figuris (Liber introductorius) – BSB Clm 10268 Digitalisat
- Aristoteles: De Animalibus. Part three, Books XV–XIX: Generation of animals. Michael Scot’s Arabic-latin translation. Edited by Aafke M. I. Van Oppenraaij. With a greek index to De generatione animalium by H. J. Drossaart Lulofs. Brill, Leiden 1992.
- Liber de signis. In: Silke Ackermann: Sternstunden am Kaiserhof: Michael Scotus und sein Buch von den Bildern und Zeichen des Himmels. Frankfurt am Main 2009, S. 99–281 (Erst-Edition und deutsche Übersetzung, sowie Edition des Firmamentum celi ohne Übersetzung).